# Leidhsögumadh

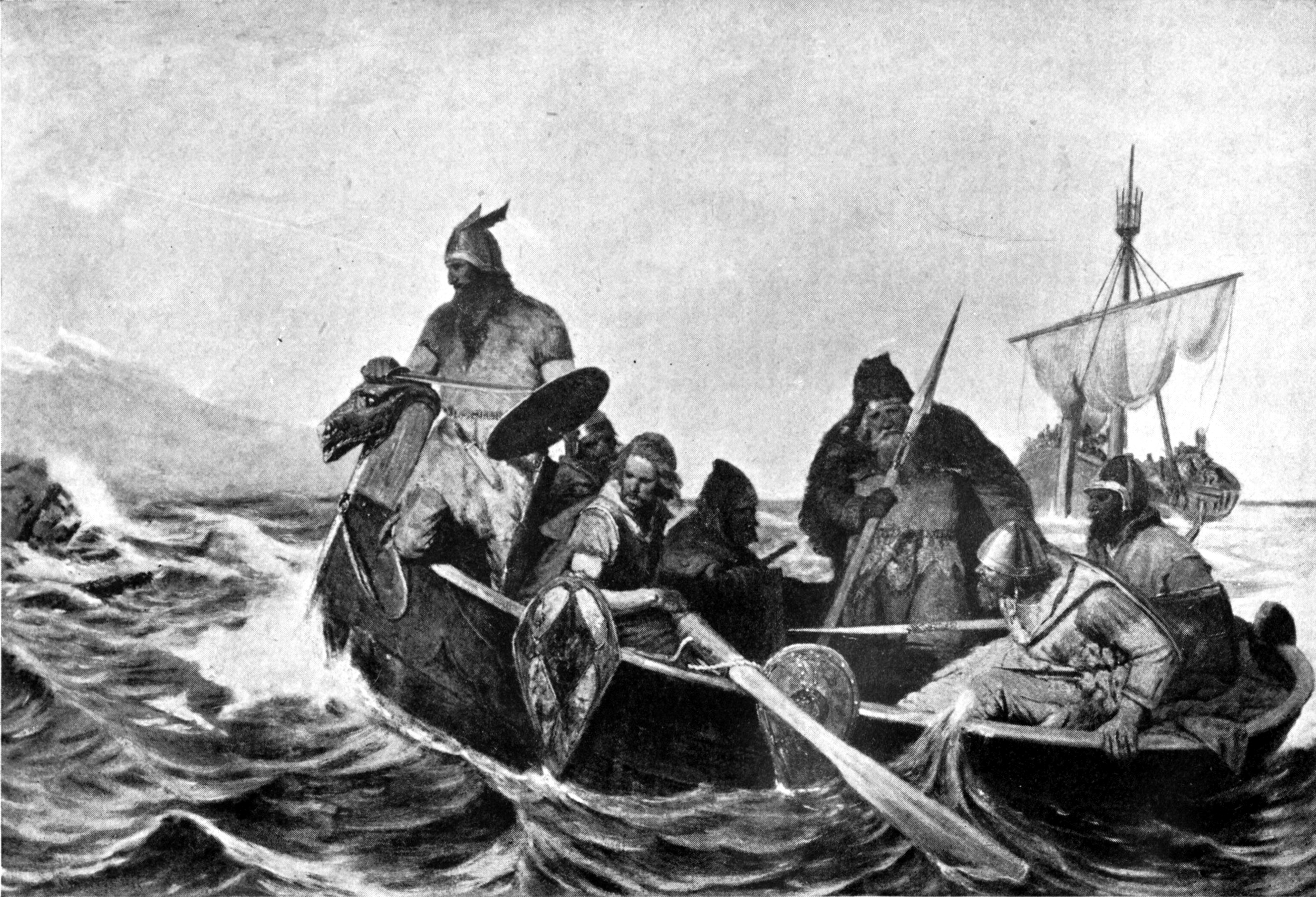
Representação de expedição víquingue.

Leidhsögumadhr ou leisögumadr, idêntico ao islandês leiðsögumaður  (guia ou comandante) ó idioma é mais próximo à língua falada na Era Víking; era o qualificativo que os colonos víquingues davam a um guia experiente nas suas expedições a partir do século IX e a quem se depositava total confiança. Normalmente era um navegador que já havia partido anteriormente para novos territórios, sobretudo a Islândia e Gronelândia — Leidhsögumadhr significa "homem que indica o caminho".
O Landnámabók (Livro dos assentamentos) menciona alguns destes exploradores-guia, dos quais se destacam, entre outros, Hrafna-Flóki Vilgerðarson, Gardar Svavarsson e Snaebjörn Galti.